# Stictoptera terribilis
Stictoptera terribilis là một loài bướm đêm trong họ Noctuidae.